# Lamiales
Lamiales es un orden de plantas dicotiledóneas. Anteriormente se las denominaba con más frecuencia Scrophulariales, pero dado que tanto la familia Lamiaceae como Scrophulariaceae han sido clasificadas dentro del mismo orden por los taxónomos cladistas, es posible utilizar ambas nomenclaturas. Sin embargo, en la nomenclatura cladista el clado Lamioide es más basal que el Scrophularioide, razón por la que el APG y muchos taxonomistas consideran Lamiales el nombre más correcto de este orden.
Según el antiguo Sistema de Cronquist de clasificación, las Lamiales incluían las familias Lamiaceae, Verbenaceae y Lennoaceae. Muchas de las familias listadas debajo se incluían en el orden Scrophulariales. La inclusión de todas ellas en Lamiales es típica de las modernas clasificaciones.

## Características del orden
Aunque el orden es significativamente más heterogéneo de lo que era bajo el sistema de clasificación Cronquist, el Lamiales ampliado  se apoya en un número sustancial de caracteres técnicos y moleculares que son comunes en todas sus familias. Por ejemplo, los carbohidratos se almacenan como oligosacáridos y no como almidón, las hojas tienen estomas especializados y las plantas suelen producir flavonas oxigenadas y otros compuestos químicos únicos. Otros caracteres más fácilmente reconocibles son las hojas generalmente opuestas, la presencia frecuente de pelos glandulares y los frutos mayoritariamente capsulares.
Muchos miembros del orden tienen flores de simetría bilateral (corolas de forma irregular con un solo plano de simetría), con menos estambres que pétalos. En muchas especies la corola tiene dos labios, el superior compuesto por dos pétalos y el inferior por tres. El número de pétalos de cada labio a veces no es evidente. Los labios pueden ser del mismo tamaño, o uno puede ser notablemente más grande. Una protuberancia hacia arriba, el paladar, en la parte central del labio inferior es pronunciada en algunas especies, como el dragón común (Antirrhinum majus), en las que cierra la garganta de la corola. La base de la corola puede tener un espolón que se proyecta hacia atrás, como en la hiedra de Kenilworth (Cymbalaria muralis), el lino de los sapos (Linaria), las hierbas de la vejiga (Lentibularia) y las hierbas de la mantequilla (Pinguicula); este espolón es el lugar de producción del néctar.

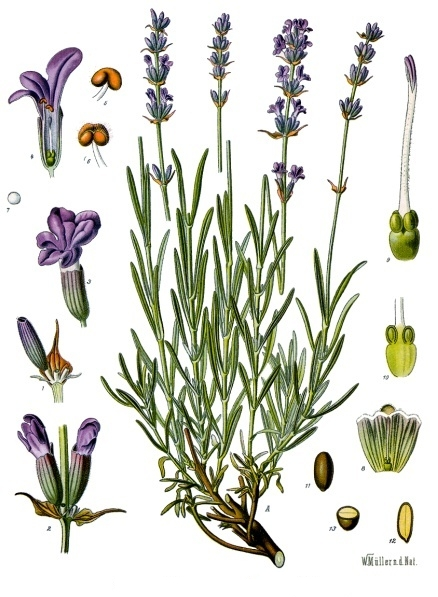
Ejemplo de características de Lamiales (mostrado en la especie Lavandula angustifolia)

Las especies de plantas dentro del orden Lamiales son eudicotas y son herbáceas o tienen tallos leñosos. Las flores zigomorfas son comunes en Lamiales, teniendo cinco pétalos con un labio superior de dos pétalos y labio inferior de tres pétalos, sin embargo también se observan flores actinomorfas. Las especies de plantas dentro del orden Lamiales tienen potencialmente cinco estambres, pero éstos se reducen típicamente a dos o cuatro. Lamiales también producen un solo estilo unido a un ovario que contiene típicamente dos carpelos. El ovario en el orden Lamiales es principalmente superior. La inflorescencia de los labiales suele verse como cimosa, racimo o espiga.  El tipo de fruto en el orden Lamiales suele ser cápsulas dehiscentes. Pelos glandulares están presentes en Lamiales.

## Hábitat
El orden Lamiales se puede encontrar en casi todo tipo de hábitats en todo el mundo. Estos hábitats incluyen bosques, valles, praderas, terrenos rocosos, selvas tropicales, los trópicos, regiones templadas, marismas, costas, e incluso zonas heladas.

## Familias
Las especies de este orden se caracterizan porque presentan flores de corolas bilabiadas, simétricas y bilaterales con cinco pétalos y un ovario súpero compuesto por dos carpelos fusionados.
Existen alrededor de 11 000 especies, divididas en 10 o más familias:
- Familia Lamiaceae
  - 200 géneros y 3200 especies (según Gleason & Cronquist) clasificados en este orden por los cladistas.
- Familia Verbenaceae (familia de las verbenas)
- Familia Scrophulariaceae
  - Alrededor de 190 géneros y 4000 especies. Según la APG esta familia será redefinida para incluir Buddlejaceae y Myoporaceae y excluir varios otros miembros que serán asignados a Calceolariaceae, Orobanchaceae, Paulowniaceae, Phrymaceae y Plantaginacea.
- Familia Myoporaceae
  - 3 géneros.
- Familia Orobanchaceae
  - 5 géneros. Utilizada para ser incluida en Scrophulariaceae.
- Familia Acanthaceae (familia de los acantos)
  - Alrededor de 250 géneros y 2500 especies.
- Familia Bignoniaceae
- Familia Boraginaceae
  - Alrededor de 100 géneros y 2000 especies
- Familia Byblidaceae.
- Familia Carlemanniaceae
- Familia Gesneriaceae
  - Alrededor de 140 géneros y 2500 especies.
- Familia Calceolariaceae
- Familia Martyniaceae.
- Familia Pedaliaceae.
  - Alrededor de 20 géneros y 100 especies.
- Familia Lentibulariaceae.
- Familia Oleaceae (familia del olivo)
  - Alrededor de 25 géneros y 600 especies.
- Familia Plantaginaceae (familia del plantago y de las verónicas), (incluye la anterior Globulariaceae).
- Familia Paulowniaceae.
- Familia Plocospermataceae.
- Familia Phrymaceae.
- Familia Schlegeliaceae
- Familia Stilbaceae
- Familia Tetrachondraceae
  - 2 géneros

## Usos
El orden Lamiales es un grupo diverso de plantas que incluye varias especies de importancia económica y ecológica. Los miembros del orden Lamiales se utilizan ampliamente en diversos campos, como la medicina, la alimentación, la agricultura y la horticultura ornamental. 

### Usos medicinales
Muchas plantas en el orden Lamiales tienen usos medicinales tradicionales y modernos debido a sus compuestos bioactivos:
Lavanda (Lavandula): se usa por sus efectos calmantes; el aceite de lavanda es popular en la aromaterapia para la relajación y el alivio del estrés. También se utiliza en tratamientos tópicos para quemaduras y picaduras de insectos.
Menta (Mentha spp.): conocida por sus beneficios digestivos, la menta se usa para aliviar la indigestión, las náuseas y los dolores de cabeza. También tiene propiedades antimicrobianas.
Equinácea (Echinacea purpurea): a menudo se usa para estimular el sistema inmunológico y reducir la gravedad y duración de los resfriados.
Digital (Digitalis purpurea): contiene compuestos utilizados en medicamentos para el corazón, como la digoxina, que pueden ayudar a tratar la insuficiencia cardíaca y las arritmias.

### Usos culinarios
Varias plantas en el orden Lamiales se usan ampliamente para dar sabor y en la cocina:
Albahaca (Ocimum basilicum): una hierba popular en la cocina, especialmente en las cocinas mediterránea y del sudeste asiático. Se utiliza fresca o seca en ensaladas, pastas, sopas y salsas.
Tomillo (Thymus vulgaris): se usa en la cocina por su sabor aromático, el tomillo es un ingrediente clave en muchos platos salados.
Orégano (Origanum vulgare): comúnmente usado en la cocina mediterránea, especialmente en pizzas y salsas para pasta, así como en carnes y ensaladas.
Salvia (Salvia officinalis): a menudo se usa para dar sabor a carnes, especialmente en rellenos y la elaboración de salchichas, y también en infusiones.

### Usos en agricultura y medio ambiente
Algunas especies del orden Lamiales tienen aplicaciones en la agricultura y la conservación del medio ambiente:
Sésamo (Sesamum indicum): las semillas de la planta de sésamo son un cultivo importante para la extracción de aceite. El aceite de sésamo se utiliza en la cocina, en cosméticos y en productos medicinales.
Verbena (Verbena officinalis): aunque principalmente ornamental, la verbena también puede tener un papel en la atracción de polinizadores beneficiosos para los cultivos y jardines.

### Usos ornamentales
Muchas plantas en el orden Lamiales se usan con fines decorativos debido a sus flores vibrantes y follaje atractivo:
Bougainvillea: conocida por sus brácteas coloridas y papiráceas, la bougainvillea es un arbusto ornamental popular utilizado en paisajismo y como enredadera.
Petunias (Petunia spp.): Plantas comúnmente cultivadas por sus flores coloridas y fragantes, las petunias se utilizan ampliamente en jardines y cestas colgantes.

### Usos de fibras y materiales
Algunas plantas del orden Lamiales se cultivan por sus fibras:
Lino (Linum usitatissimum): las fibras de lino se utilizan para producir tela de lino, mientras que sus semillas (semillas de lino) son valoradas por su contenido nutricional, particularmente en ácidos grasos omega-3.

### Control de contaminación y estabilización del suelo
Plantas cubresuelos: Muchas especies de Lamiales, como la hiedra terrestre (Glechoma hederacea), se utilizan para estabilizar el suelo y reducir la erosión. Se plantan a menudo en jardines para prevenir el escurrimiento del suelo.

### Aromaterapia y fragancias
Lavanda, Menta y Romero (Rosmarinus officinalis): Los aceites esenciales extraídos de estas plantas se utilizan en aromaterapia para la relajación, el alivio del estrés y para mejorar la claridad mental.

### Productos cosméticos y de cuidado ´personal
Aloe Vera (Aloe vera, a veces ubicada en Lamiales): Conocida por sus propiedades calmantes y curativas, el gel de aloe vera se utiliza en productos para el cuidado de la piel para tratar quemaduras, hidratación y como ingrediente en cosméticos.

### Producción de taninos
Algunas plantas del orden Lamiales, como las especies de roble (aunque pertenecientes a una familia relacionada), pueden ser fuentes de taninos, que se usan en el curtido de cuero y otros procesos industriales.

## Especies tóxicas
El orden Lamiales incluye varias plantas, algunas de las cuales pueden ser tóxicas para los humanos, los animales o ambos. Muchas de estas plantas contienen compuestos bioactivos potentes que actúan como mecanismos de defensa natural contra herbívoros o patógenos. Algunas de estas plantas son tóxicas debido a la presencia de alcaloides, glucósidos u otras sustancias químicas. Algunos ejemplos notables de plantas venenosas del orden Lamiales son:
Digital (Digitalis purpurea sus compuestos tóxicos son glucósidos cardíacos (digitoxina, digoxina). La dedalera es una de las plantas más conocidas por su toxicidad. Los toxinas afectan el corazón y pueden causar síntomas como náuseas, vómitos, diarrea, confusión, latidos irregulares del corazón e, incluso, la muerte. Sin embargo, los glucósidos cardíacos extraídos de la dedalera también se utilizan en dosis controladas en la medicina para tratar afecciones cardíacas (por ejemplo, insuficiencia cardíaca y arritmias).
Peligro: Todas las partes de la planta, incluidas las hojas, flores y semillas, son tóxicas si se ingieren.
Nerium o adelfa (Nerium oleander) sus compuestos tóxicos son glucósidos cardíacos (oleandrina, neriina). La adelfa es una planta altamente tóxica, especialmente sus flores, hojas y tallos. Los tóxicos pueden causar graves trastornos gastrointestinales (vómitos, diarrea), así como arritmias cardíacas, somnolencia e incluso la muerte. Al igual que la dedalera, los compuestos tóxicos de la adelfa también tienen usos medicinales en dosis muy controladas para el tratamiento del corazón, pero la intoxicación accidental es común debido a su uso ornamental. Todas las partes de la planta son tóxicas, y la ingestión incluso de pequeñas cantidades puede ser fatal, especialmente en niños o mascotas.
Hierba del Diablo o Datura (Datura stramonium) sus compuestos tóxicos son alcaloides de tropano (escopolamina, hiosciamina, atropina). La hierba del diablo es conocida por sus efectos tóxicos, especialmente debido a la presencia de alcaloides de tropano. Estos compuestos pueden causar alucinaciones, delirio, boca seca, visión borrosa, frecuencia cardíaca rápida y, en casos extremos, coma o muerte. La hierba del diablo se encuentra a menudo en jardines y a veces se consume erróneamente por sus efectos alucinógenos, pero es altamente peligrosa. Todas las partes de la planta, particularmente las semillas, son altamente tóxicas. Incluso una pequeña cantidad puede causar intoxicación.
Belladona (Atropa belladonna) (Nota: Este género, aunque a veces se considera parte de la familia Solanaceae, en algunas clasificaciones botánicas puede encontrarse relacionado con las Lamiales debido a similitudes en la estructura de las familias de plantas). Sus compuestos tóxicos son alcaloides de tropano (atropina, escopolamina, hiosciamina). La belladona, también conocida como la planta mortal, contiene alcaloides que pueden causar intoxicación grave. Los síntomas incluyen pupilas dilatadas, sensibilidad a la luz, visión borrosa, taquicardia (aumento de la frecuencia cardíaca), confusión, alucinaciones y convulsiones. La planta ha sido históricamente utilizada como veneno. Todas las partes de la planta, particularmente las bayas y las hojas, son tóxicas. Incluso pequeñas dosis pueden ser letales, especialmente en niños.
Lila común (Syringa vulgaris) su compuesto tóxico es la syringina (un glucósido). Aunque no tan mortal como algunas otras plantas del orden Lamiales, la lila común contiene un compuesto glucósido, la syringina, que puede causar toxicidad leve si se ingiere. Los síntomas incluyen náuseas, vómitos y diarrea. Típicamente, la toxicidad es leve, pero el consumo de las hojas o flores, especialmente en grandes cantidades, puede resultar en intoxicación.
Lantana (Lantana camara) su compuesto tóxico es el lantadeno A y B (triterpenoides). La lantana es una planta ornamental común, pero es tóxica, especialmente para el ganado y las mascotas. Ingerir la planta puede causar síntomas como náuseas, vómitos, diarrea y daño hepático. En casos graves, la intoxicación puede llevar a la muerte. Las bayas y hojas son particularmente tóxicas, y la intoxicación es más común cuando los animales ingieren grandes cantidades de la planta.
Henbane o Huiosciamo (Hyoscyamus niger) sus compuestos tóxicos son alcaloides de tropano (hiosciamina, escopolamina). El hiosciamo contiene alcaloides de tropano que pueden causar delirio, alucinaciones, boca seca, aumento de la frecuencia cardíaca e incluso la muerte si se ingiere en grandes cantidades. Al igual que la belladona y la hierba del diablo, ha sido utilizada históricamente como alucinógeno, pero es altamente tóxica. Todas las partes de la planta son tóxicas, especialmente las semillas y las hojas.
Euforbia (Euforbia spp.) sus compuestos tóxicos son la euforbina y otros compuestos irritantes. Aunque no tan letales como otras plantas de este orden, ciertas especies de Euphorbia contienen compuestos que pueden irritar la piel, los ojos y las membranas mucosas. La savia lechosa producida por estas plantas puede causar graves erupciones cutáneas, irritación ocular y problemas gastrointestinales si se ingiere. La savia, que suele ser blanca y lechosa, es tóxica tanto para los humanos como para los animales. El contacto directo con la savia puede causar irritación en la piel, y la ingestión puede causar náuseas y vómitos.